# Port lotniczy Kotonu
Port lotniczy Kotonu – międzynarodowy port lotniczy położony w Kotonu. Jest największym portem lotniczym w Beninie.

## Linie lotnicze i połączenia
| Linia Lotnicza         | Kierunek                                                                                        |
| ---------------------- | ----------------------------------------------------------------------------------------------- |
| Air Burkina            | 1. Lomé 2. Wagadugu                                                                             |
| Air Côte d'Ivoire      | 1. Abidżan 2. Libreville                                                                        |
| Air France             | 1. Paryż-Charles de Gaulle                                                                      |
| Air Peace              | 1. Lagos                                                                                        |
| Air Senegal            | 1. Dakar-Diass                                                                                  |
| ASKY Airlines          | 1. Lomé 2. Wagadugu                                                                             |
| Benin Airlines         | 1. Parakou                                                                                      |
| Brussels Airlines      | 1. Abidżan 2. Bruksela                                                                          |
| Camair-Co              | 1. Douala 2. Lagos                                                                              |
| CEIBA Intercontinental | 1. Malabo                                                                                       |
| Corsair International  | 1. Paryż-Orly                                                                                   |
| Cronos Airlines        | 1. Bata 2. Malabo                                                                               |
| Ethiopian Airlines     | 1. Addis Abeba                                                                                  |
| Mauritania Airlines    | 1. Bamako 2. Brazzaville 3. Nawakszut                                                           |
| Royal Air Maroc        | 1. Casablanca                                                                                   |
| RwandAir               | 1. Abidżan 2. Bamako 3. Brazzaville 4. Konakry 5. Dakar-Diass 6. Douala 7. Kigali 8. Libreville |
| Trans Air Congo        | 1. Brazzaville 2. Libreville 3. Pointe-Noire                                                    |
| Turkish Airlines       | 1. Abidżan 2. Stambuł                                                                           |